# Craig Levein
Craig William Levein (* 22. Oktober 1964 in Dunfermline, Schottland) ist ein ehemaliger schottischer Fußballspieler und heutiger -trainer.

## Spielerkarriere

### Verein
Levein besuchte in seiner Jugend die Inverkeithing High School, an der er zum Fußballteam der Schule gehörte. Im Alter von 15 Jahren wollte er mit dem Fußballspielen aufhören, doch sein Bruder, der bei FC Lochore Welfare spielte, überzeugte ihn, bei dem Verein mitzutrainieren. Levein meldete sich bei Lochore Welfare an und schloss schließlich im Jahr 1981 seinen ersten Profivertrag mit dem FC Cowdenbeath ab. Beim damaligen schottischen Drittligisten blieb Levein zwei Jahre und wechselte dann in die Scottish Premier League zu Heart of Midlothian, bei denen er den Rest seiner Fußballkarriere verbrachte. Bereits in der Saison 1983/84 gehörte der Verteidiger regelmäßig zur Startelf der Hearts. 1984 brach er in einem Freundschaftsspiel gegen die Raith Rovers seinem eigenen Mannschaftskameraden Graeme Hogg die Nase und wurde für zwölf Spiele gesperrt. Im Folgejahr entwickelte er sich zum Leistungsträger. Zudem erzielte er seinen ersten Erstligatreffer in dieser Spielzeit. Mit den Hearts erreichte er 1986 das Finale des Scottish FA Cup, das aber mit 0:3 gegen den FC Aberdeen verloren ging. 1985 und 1986 wurden ihm zusätzlich die Auszeichnung als Schottlands Junger Spieler des Jahres anerkannt. Wegen Verletzungen kam Levein zwischen 1986 und 1989 auf nur 42 Ligaeinsätze. Erst mit Beginn der Saison 1989/90 schaffte er das Comeback zum vollwertigen Spieler. Bis 1994 bestritt er nie weniger als dreißig Ligaspiele pro Saison. 
1997 beendete Levein aufgrund seiner komplizierten Verletzungen im Alter von 32 Jahren seine Karriere als Profifußballer.

### Nationalmannschaft
Levein absolvierte zwischen 1990 und 1994 16 Spiele für die schottische Nationalmannschaft. Im Heimspiel gegen Argentinien gab er im März 1990 sein Debüt. Kurz darauf berief ihn Nationaltrainer Andy Roxburgh in den Kader für die Weltmeisterschaft. Dort kam er in einem von drei möglichen Vorrundenspielen zum Einsatz. Beim einzigen Sieg im Wettbewerb gegen Schweden stand Levein die vollen 90 Minuten auf dem Spielfeld. Im entscheidenden Spiel um den Einzug in die K.o.-Runde wurde er nicht berücksichtigt.

## Trainerkarriere
Nachdem der Schotte unfreiwillig als Spieler zurückgetreten war, übernahm er im November des Jahres 1997 sein erstes Traineramt bei FC Cowdenbeath, wo er auch schon als Aktiver gespielt hatte. Drei Jahre betreute er die Mannschaft und schaffte es, neue Strukturen im Vereinsumfeld einfließen zu lassen. Im Jahr 2000 zog es ihn dann zu seinem ehemaligen Verein, den Hearts of Midlothian, wo er eine erfolgreiche Zeit erlebte. So wurde er 2003 und 2004 Ligadritter und qualifizierte sich in den Jahren für den UEFA-Pokal. 2004 verließ er die Hearts und heuerte bei Leicester City als Trainer an. Dort wurde er 2006 entlassen. Im selben Jahr trainierte er für kurze Zeit den schottischen Drittligisten Raith Rovers. Dabei war er aber nur für sieben Spiele Cheftrainer der Mannschaft und konnte nur einen Sieg feiern. Von 2006 bis 2009 war Levein Trainer von Dundee United. Zur Saison 2007/08 gelang ihm mit Dundee der fünfte Rang in der Liga. Dieser Platz wurde im Folgejahr verteidigt. Auf Grund des schlechteren Torverhältnisses verpasste man aber eine bessere Platzierung und damit den Einzug in die Qualifikation zur UEFA Europa League. Am 22. Dezember 2009 gab die Scottish Football Association bekannt, dass Levein neuer Trainer der schottischen Nationalmannschaft werden solle. Dies geschah aber ohne Zustimmung seines bisherigen Klubs Dundee United. Am 5. November 2012 wurde Levein nach den schlechten Ergebnissen in der WM-Qualifikation vom schottischen Fußballverband entlassen. Im August 2017 übernahm er zum zweiten Mal den Cheftrainerposten bei Heart of Midlothian. Ende Oktober 2019 wurde er als Trainer und Sportdirektor entlassen, als den Klub nur noch die bessere Tordifferenz vom letzten Tabellenplatz trennte.
Im November 2023 wurde Levein neuer Trainer des schottischen Erstligisten FC St. Johnstone, der sich zu diesem Zeitpunkt auf dem letzten Tabellenplatz befand. In seiner ersten Spielzeit platzierte er sich mit dem Team auf dem 10. Tabellenplatz und entging damit den Relegationsspielen. Nach nur einem Sieg und vier Niederlagen aus den ersten fünf Ligaspiele der Saison 2024/25 wurde er Mitte September 2024 entlassen.

## Erfolge

### Als Spieler
- Schottischer Pokal mit Heart of Midlothian: Zweiter 1985/86
- Scottish PFA Young Player of the Year: (2) 1985, 1986

### Als Trainer
- Scottish League Cup mit Dundee United: Zweiter 2007/08
- Manager des Monats in Schottland: (5) Dezember 2001, April 2003, November 2006, März 2007, Oktober 2007